# Blue Movie (Sender)
Blue Movie 1, Blue Movie 2, Blue Movie 3 und Blue Movie Nights HD waren private Fernsehsender in Deutschland, die bis März 2021 Pornofilme ausstrahlten. Sie waren über das deutsche Pay-TV-Unternehmen Sky empfangbar. Mittlerweile ist Blue Movie über die 18+ App auf dem Sky Q-Receiver und der bluemovie.net verfügbar.
Nachdem Blue Movie über Premiere ausgestrahlt wurde, kaufte das schweizerische Unternehmen erotic media ag, welches auch an Beate Uhse beteiligt war, den Sender. Zu diesem Zeitpunkt hatte der Sender 170.000 registrierte Kunden.
Bei Blue Movie Gay handelte es sich um einen eigenen Pornografie-Sender speziell für Homosexuelle. Dieser war bis zur Umfirmierung zu Sky bei Premiere empfangbar.
Im Februar 2011 sind zwei weitere Sender namens Blue Movie Nights HD 1 und HD 2 gestartet, letzterer wurde zum 1. Januar 2012 eingestellt.
Über die tmc Content Group wurde bis 16. Dezember 2010 ein Telemediendienst betrieben, der es dem Zuschauer ermöglicht, mittels Bezahlung per SMS oder Internetverbindung bestimmte Filmangebote zugänglich zu machen. Der Dienst wurde am 16. Dezember 2010 an Sky Deutschland verkauft.